# John Anderson (Footballspieler)
Roger John Anderson (* 14. Februar 1956 in Waukesha, Wisconsin) ist ein ehemaliger US-amerikanischer American-Football-Spieler. Er spielte als Linebacker in der National Football League (NFL) bei den Green Bay Packers.

## Spielerlaufbahn

### Collegekarriere
John Anderson besuchte in seiner Heimatstadt die Highschool. Er studierte von 1974 bis 1977 an der University of Michigan und spielte dort als Linebacker und Punter Football für die Michigan Wolverines. In seinem ersten Studienjahr verlor er mit seiner Mannschaft im Orange Bowl gegen die University of Oklahoma mit 14:6. In den Jahren 1977 und 1978 scheiterte er jeweils im Rose Bowl mit den Wolverines, 1976 mit 14:6 an der University of Southern California und 1977 mit 27:20 an der Mannschaft der University of Washington. Anderson gewann mit seiner Mannschaft dreimal die Meisterschaft der Big Ten Conference und wurde zweimal in die Ligaauswahl gewählt. Aufgrund seiner akademischen Leistungen erfolgte zudem zweimal die Wahl zum All-American. Von seinem College wurde er insgesamt viermal ausgezeichnet.

### Profikarriere
Anderson wurde im Jahr 1978 von den Green Bay Packers in der ersten Runde an 26. Stelle gedraftet. Bereits als Rookie wurde er von Bart Starr, dem Head Coach der Packers in der Defense der Mannschaft als Starter eingesetzt. In seinem ersten Spieljahr konnte er fünf Interceptions erzielen. Mit dieser Leistung stand er an zweiter Stelle der teaminternen Bestenliste.
Anderson gelang es während seiner Profilaufbahn nur einmal mit den Packers in die Playoffs einzuziehen. Im Jahr 1982 konnte die Mannschaft aus Green Bay fünf von neun Spielen gewinnen. Gegner im NFC-Wild-Card-Play-off-Spiel waren die St. Louis Cardinals, die mit 41:16 besiegt werden konnte. Im folgenden NFC-Divisional-Play-off-Spiel mussten sich die Packers dann allerdings den Dallas Cowboys mit 37:26 geschlagen geben.
John Anderson beendete nach der Saison 1989 seine Laufbahn. Mit 1020 Tackle war er zusammen mit Ray Nitschke zu diesem Zeitpunkt der Rekordhalter der Green Bay Packers in dieser Kategorie. 

## Nach der Spielerlaufbahn
John Anderson arbeitete nach seiner Spielerlaufbahn als Sportmoderator bei einem US-amerikanischen Fernsehsender. Seit 1998 ist er als Geografielehrer an einer Schule in Brookfield tätig. 2009 wurde er Assistenz-Trainer der Football-Mannschaft der Carroll University in seiner Heimatstadt Waukesha.

## Ehrungen
John Anderson ist Mitglied im NFL 1980s All-Decade Team. Er ist der einzige Spieler in dieser Ehrenmannschaft der nie in einem Pro Bowl gespielt hat oder zum All Pro gewählt wurde. Die Sportmedien aus Michigan und Wisconsin wählten ihn in den Jahren 1982 bis 1984 zum MVP der Green Bay Packers. Die Packers nahmen ihn im Jahr 1996 in ihre Ruhmeshalle auf.